# Nino Bule
Nino Bule (sinh ngày 19 tháng 3 năm 1976) là một cầu thủ bóng đá người Croatia.

## Đội tuyển bóng đá quốc gia Croatia
Nino Bule thi đấu cho đội tuyển bóng đá quốc gia Croatia từ năm 1999 đến 2004.

## Thống kê sự nghiệp
| Đội tuyển bóng đá Croatia | Đội tuyển bóng đá Croatia | Đội tuyển bóng đá Croatia |
| Năm                       | Trận                      | Bàn                       |
| ------------------------- | ------------------------- | ------------------------- |
| 1999                      | 1                         | 0                         |
| 2000                      | 0                         | 0                         |
| 2001                      | 0                         | 0                         |
| 2002                      | 1                         | 0                         |
| 2003                      | 0                         | 0                         |
| 2004                      | 1                         | 0                         |
| Tổng cộng                 | 3                         | 0                         |